# Archie Scott Brown
William Archibald »Archie« Scott Brown,  britanski dirkač Formule 1, * 13. maj 1927, Paisley, Renfrewshire, Anglija, Združeno kraljestvo, † 19. maj 1958, Heusy, Belgija.
Archie Scott Brown je pokojni britanski dirkač Formule 1. V svoji karieri je nastopil le na dirki za  Veliko nagrado Velike Britanije v sezoni 1956, ko je z dirkalnikom Connaught B Type odstopil v desetem krogu. Znan je bil po tem, da je bil brez desne roke in zaradi tega je za nekaj časa izgubil tekmovalno licenco. Leta 1958 se je hudo ponesrečil v manjši dirki na belgijskem dirkališču Spa-Francorchamps, umrl je istega dne v bližnji bolnišnici.

## Popolni rezultati Formule 1
(legenda) (odebeljene dirke pomenijo najboljši štartni položaj, poševne pa najhitrejši krog, †-uvrščen kljub odstopu)
| Leto | Moštvo                | Šasija           | Motor           | 1   | 2   | 3   | 4   | 5   | 6      | 7   | 8   | Prv | Toč |
| ---- | --------------------- | ---------------- | --------------- | --- | --- | --- | --- | --- | ------ | --- | --- | --- | --- |
| 1956 | Connaught Engineering | Connaught B Type | Alta Straight-4 | ARG | MON | 500 | BEL | FRA | VB Ret | NEM | ITA | -   | 0   |